# Льюис, Рудольф
Рудольф Льюис (англ. Rudolph Lewis; 19 июля 1888 — 29 октября 1933) — шоссейный велогонщик из Южной Африки.
На Олимпиаде-1912 в Стокгольме Рудольф Льюис завоевал золотую медаль в шоссейной гонке.

## Достижения
1912
1-й  Олимпийские игры в индивидуальной гонке
1913
2-й Тур Кёльна
2-й Тур Франконии
2-й Тур Дрездена
1914
3-й Тур Франконии
1-й Тур Дрездена